# Vogelschutzgebiet Medebacher Bucht

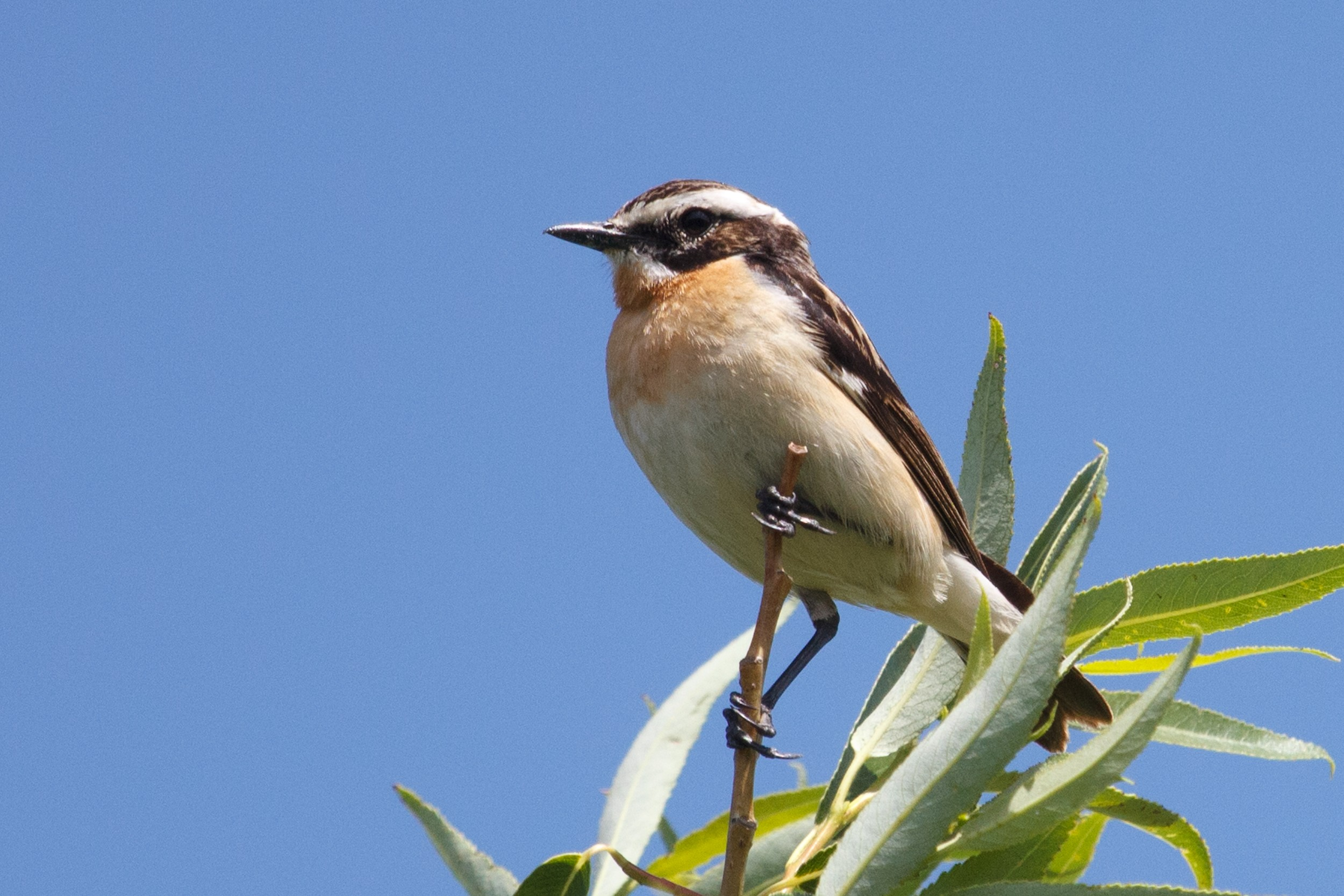
Braunkehlchen im Naturschutzgebiet Nuhnewiesen

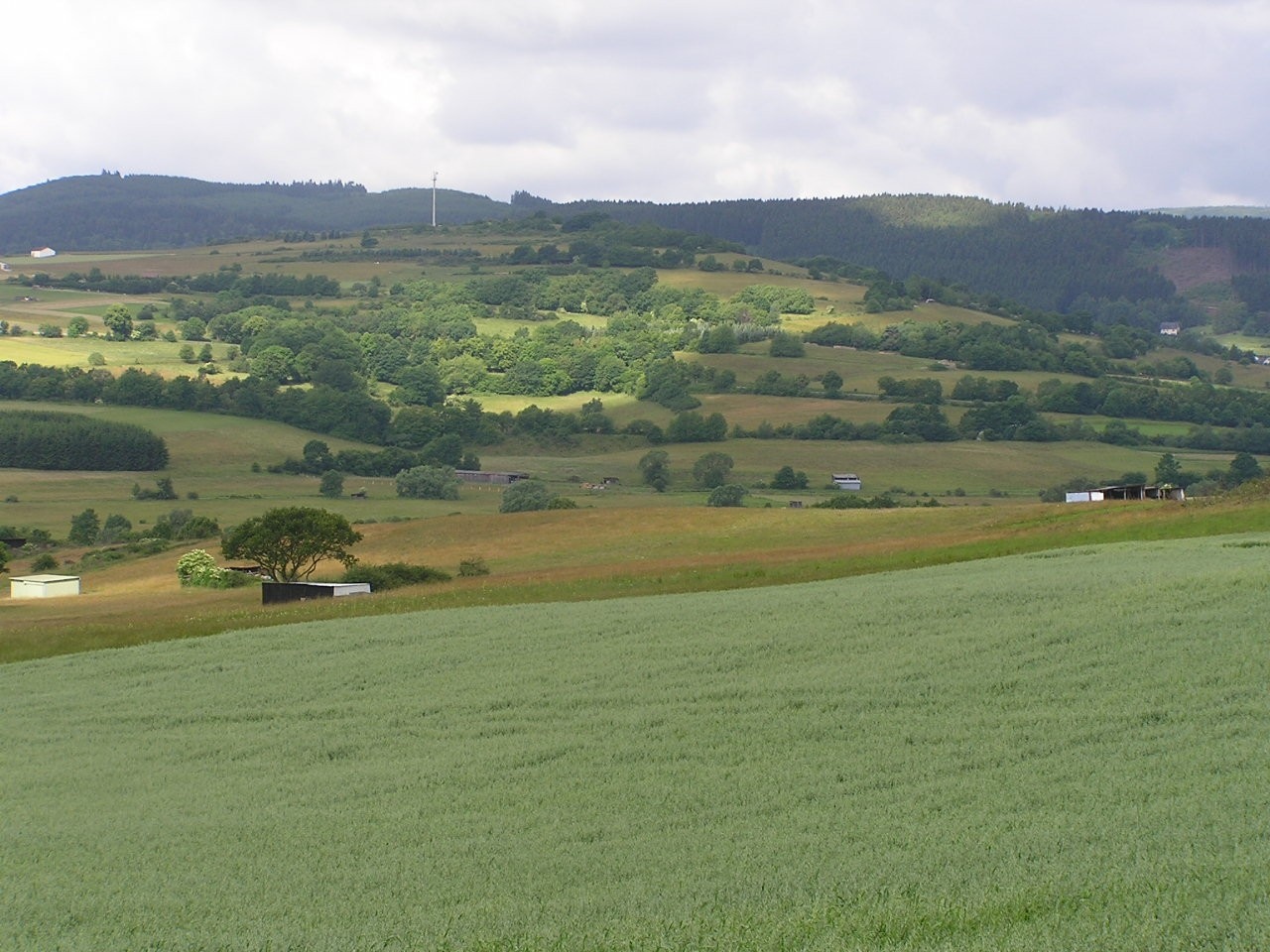
Bereich Langeloh im Landschaftsschutzgebiet Magergrünland südlich Hallenberg

Teile der Medebacher Bucht wurden 2004 als Europäisches Vogelschutzgebiet (Kurzbezeichnung Vogelschutzgebiet), unter NR. DE-4717-401, im Schutzgebietssystem Natura 2000 der Europäischen Union ausgewiesen. Mit 138,72 km² Fläche umfasst es 75,3 % der gesamten Medebacher Bucht. Das Schutzgebiet liegt hauptsächlich in den Stadtgebieten Hallenberg und Medebach, ein kleinerer Teil liegt im Stadtgebiet von Winterberg. Es geht bis an die Landesgrenze von Nordrhein-Westfalen. In Hessen grenzt direkt das Vogelschutzgebiet Hessisches Rothaargebirge an. Grund der Ausweisung der Medebacher Bucht als Vogelschutzgebiet ist, dass dort einige seltene Vogelarten mit größeren Brutpaarzahlen zu finden sind. Grund waren insbesondere die Vorkommen von Schwarzstorch, Wespenbussard, Rotmilan, Raufußkauz, Eisvogel, Grauspecht, Neuntöter, Raubwürger und Wiesenpieper. Dazu kommen noch zahlreiche weitere seltene Tierarten wie Wachtel, Rebhuhn, Mühlkoppe, Bachneunauge, Schwalbenschwanz, Dukaten-Feuerfalter und Warzenbeißer vor. Auch floristische Seltenheiten wie Trollblume, Bauernsenf und Heidenelke sind in der Medebacher Bucht anzutreffen. Ganze Lebensraumkomplexe haben hier europaweite Bedeutung wie die Bergmähwiesen, Glatthaferwiesen und Bergheiden.

## Geschichte
Im Jahr 1990 schlug der Verein für Natur- und Vogelschutz im Hochsauerlandkreis (VNV) beim Internationalen Rat für Vogelschutz eine Ausweisung der Medebacher Bucht vor. 1998 erfolgte dann die Ausweisung als Vogelschutzgebiet. Der VNV hatte in den 1990er Jahren 4 bis 5 Brutpaare (BP) Schwarzstorch (10–15 % der NRW-Population), 20 BP Rotmilan (5–10 % der NRW-Population), 300 bis 500 BP Neuntöter (15–20 % der NRW-Population), 30 BP Raubwürger (30–50 % der NRW-Population), 60 Braunkehlchen (20 % der NRW-Population) und 30 BP Grauspecht (3–5 % der NRW-Population) nachgewiesen. Auf Antrag des VNV hatte die NRW-Stiftung in den 1990er Jahren Flächen im Piezfeld und im Gelängebachtal angekauft. 1997 stellte das Land NRW 2,5 Mill. DM zur Verbesserung der Lebensräume des Raubwürgers zur Verfügung. Diese Gelder waren verteilt auf fünf Jahre bewilligt. Die Durchführung des Projektes lag in der Hand der Biologischen Station Hochsauerlandkreis.
Von 2005 bis 2009 lief im Vogelschutzgebiet Medebacher Bucht ein LIFE-Projekt der Europäischen Union. Projektträger vor Ort war die Biologische Station Hochsauerlandkreis.
Während des LIFE-Projekt wurden unter anderem Gewässerrenaturierungen an den Flüssen Nuhne, Orke und Gelänge durchgeführt. Über 1000 Meter Uferverbau konnten an der Nuhne entfernt werden, damit sich natürliche Ufer- und Sohlstrukturen entwickeln können. An Nuhne, Gelänge und Orke wurden insgesamt 74 Wehre umgebaut und sind nun für Fische und andere Kleinorganismen wieder passierbar.
Im Naturschutzgebiet Nuhnewiesen wurde ein Beobachtungsturm gebaut. Vier Naturwege in „Highlights“ des Gebietes wurden angelegt und multimediale Ausstellungen in Medebach und Hallenberg eingerichtet.
Mit der Heugrasansaat, mit Mähgut aus der Medebacher Bucht, beimpfte die Station ehemals artenarme Standorte. Zwei Doppelmessermähbalken, welche aus Projektmitteln angekauft wurden, können nach Anfrage bei der Biologischen Station an interessierte Landwirte ausgeliehen werden. Auf dem Hilmesberg bei Hesborn wurden großflächig standortfremde und monotone Fichtenbestände entfernt. Die Flächen wurden in einem speziellen Anspritzverfahren mit Heidesamen geimpft. Die beiden Beerenarten Blaubeere und Preiselbeere wurden mit autochthonen abgeplaggten Soden ausgebracht.
2019 wurde der Vogelschutz-Maßnahmenplan (VMP) EU-Vogelschutzgebiet Medebacher Bucht vom Landesamt für Natur, Umwelt und Verbraucherschutz Nordrhein-Westfalen veröffentlicht. Darin wurde festgestellt, dass es seit der Ausweisung auch im Vogelschutzgebiet zum Rückgang vieler Vogelarten kam da auch in der Medebacher Bucht eine starke Intensivierung der Landwirtschaft stattfand. Im 'Vogelschutz-Maßnahmenplan sind Maßnahmen aufgeführt die den Rückgang der Vogelarten im Schutzgebiet stoppen soll.

## Landschaftspflegeverein Medebacher Bucht
Im Dezember 2016 wurde der Landschaftspflegeverein Medebacher Bucht gegründet, um den Artenschutz im Vogelschutzgebiet zu stärken. Neben Landwirten aus der Medebacher Bucht sind die Städte Hallenberg und Medebach, der Verein für Natur- und Vogelschutz im Hochsauerlandkreis und der Landwirtschaftliche Kreisverband Hochsauerlandkreis Mitglieder im Verein. Vereinsvorsitzender ist Josef Schreiber, Vorsitzender des Landwirtschaftlichen Kreisverbandes Hochsauerlandkreis und Geschäftsführer ist Werner Schubert, Leiter der Biologischen Station Hochsauerlandkreis. Der Landschaftspflegeverein Medebacher Bucht ist der erste Landschaftspflegeverein in Westfalen. Ein Schwerpunkt ist die Heckenpflege um den zurück gegangenen Neuntöterbestand im Vogelschutzgebiet wieder anzuheben. Ferner sollen Brachflächen gemäht werden und Streuobstwiesen angelegt werden.
2018 wurde eine Weihnachtsbaumkultur wieder in Grünland zur Beweidung umgewandelt. Die Fläche soll dem Neuntöter als Brutplatz dienen.

## Allgemeine Quellen
- BfN-Kartendienste
- Landschaftssteckbrief Medebacher Bucht des Bundesamtes für Naturschutz (Hinweise)